# Stężenie masowe
Stężenie masowe, stężenie masowo-objętościowe – jeden ze sposobów wyrażenia stężenia substancji w mieszaninie, zdefiniowany jako stosunek masy danej substancji do objętości mieszaniny:
{\displaystyle \rho _{A}={\frac {m_{A}}{V}}}
gdzie: ρA – stężenie masowe składnika A; mA – masa składnika A; V – objętość mieszaniny.
Stężenie masowe stosowane jest głównie dla substancji stałych rozpuszczonych w cieczach, np. w przypadku leków do iniekcji, i wyrażane jest w jednostkach masy na jednostkę objętości, np. kg/m³, g/l, g/ml, mg/ml, μg/ml. W przypadku roztworów wodnych przyjmuje się czasem, że stężenie masowe jest równe ułamkowi masowemu, gdyż gęstość wody jest bliska jedności.
Używane jest również pojęcie stężenia procentowego masowo-objętościowego bądź procentu masowo-objętościowego (oznaczanego „% m/V”) do określenia liczby jednostek masy zawartej w 100 jednostkach objętości mieszaniny. Stąd 0,9% m/V roztwór chlorku sodu (roztwór soli fizjologicznej) będzie zawierał 0,9 g NaCl w 100 ml roztworu. Zapis taki jest jednak nieprawidłowy z uwagi na to, że stężenie masowe jest wielkością mianowaną, a przy pomocy procentów wyraża się jedynie wartości bezwymiarowe. Dlatego też stężenie masowe powinno być wyrażane poprzez jednostkę, a nie procent masowo-objętościowy (% m/V).